# Zenta Mauriņa

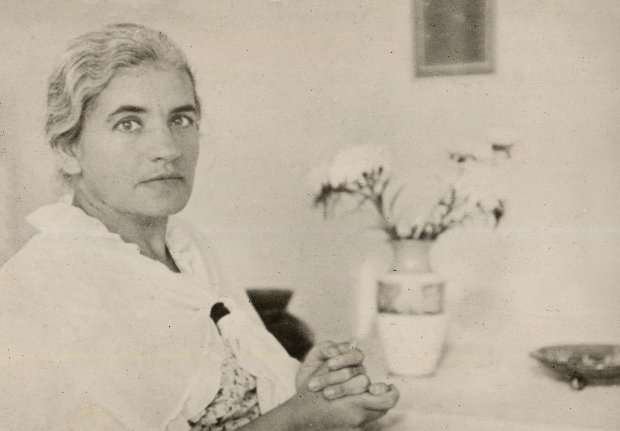
Zenta Mauriņa, um 1930

Zenta Mauriņa [ˈzenta ˈmaʊ̯riɲa] (Taufname: Senta Emma Mauring, * 15. Dezember 1897 in Lejasciems bei Gulbene, Gouvernement Livland, Russisches Reich; † 25. April 1978 in Basel) war eine lettische Schriftstellerin, Essayistin und Übersetzerin. Ihre ersten Übersetzungen aus dem Lettischen ins Deutsche erschienen in der eingedeutschten Schreibweise ihres Namens Senta Mauring, ihre zahlreichen lettischsprachigen Buchrezensionen und Artikel zur Literatur in diversen Periodika hingegen zunächst unter dem Namen Zenta Mauriņ (ohne die geschlechtsspezifische Endung des Nachnamens -a bzw. -š) und ab 1927 zunehmend in der Schreibweise Mauriņu Zenta; um 1930 setzt sich schließlich die Form „Zenta Mauriņa“ durch, wobei gelegentlich die maskuline Form des Familiennamens Zenta Mauriņš auftaucht. Im Exil publizierte sie ihre nichtlettischsprachigen Veröffentlichungen konsequent unter dem Namen Zenta Maurina (ohne das diakritische Zeichen ņ für den stimmhaften palatalen Nasal).

## Leben
Ihr Vater Roberts Mauriņš (Robert Samuel Mauring, 1861–1939) war ein lettischer Arzt, ihre Mutter Melanie Charlotte Julie Mauriņa (geb. Knappe bzw. Knape, 1860–1946) die deutschsprachig erzogene Tochter eines lettischen Flachshändlers und einer deutschen Lehrerstochter, die in Sankt Petersburg zur Pianistin ausgebildet worden war. Zusammen mit ihren Geschwistern Irene Charly Lonny (1893–1903), Helga Magdalena  (* 1895; † 1979 in Willimantic), Ieva Marta (* 1896; † 1982, in Djursholm), Werner Joseph Caesar (1899–1903), Melanie Helene (* 1901; † 1991 auf Long Island) und Renate (1907–1930) wuchs sie dreisprachig (deutsch, lettisch und russisch) auf; die Mutter sprach im Familienkreis konsequent deutsch.
1898 zog die Familie nach Grobiņa östlich von Liepāja (dt. Libau), wohin der Vater als Kreisarzt berufen worden war; ab 1919 bis zu seiner Pensionierung 1932 hatte er das Amt des Kreisarztes von Liepāja inne. Im Alter von fünf Jahren erkrankte Zenta an Kinderlähmung und war fortan zur selbstständigen Fortbewegung auf die Benutzung eines Rollstuhls angewiesen. Sie setzte sich gegen den entschiedenen Willen ihrer Mutter durch und besuchte von 1913 bis 1915 das russische Gymnasium in Liepāja. Nachdem sie das Abitur mit Auszeichnung abgelegt hatte, leitete sie nach dem Ersten Weltkrieg kurzzeitig ein von ihr in den Räumlichkeiten des elterlichen Wohnhauses bzw. Doktorats gegründetes Progymnasium. 1921 nahm sie ein Studium der Philosophie, ab 1923 der baltischen Philologie an der neugegründeten Philosophisch-philologischen Fakultät der lettischen Universität auf und absolvierte ihr Studium im Januar 1929 mit einer Kandidatenarbeit über Jānis Poruks und die Romantik, die im selben Jahr als Buch erschien. Im Sommer 1929 immatrikulierte sie sich, begleitet und unterstützt von ihrer innig geliebten Schwester Renate (in den autobiographischen Werken „Masi“ – von lettisch māsa = Schwester – oder Renāta genannt) und dem befreundeten Philosophen Teodors Celms, an der Universität Heidelberg mit der Absicht, hier ihre Doktorarbeit zum Thema „Jānis Poruks und die deutsche Romantik“ zu verfassen; eine plötzliche Erkrankung (und deren Fehldiagnose) sowie finanzielle Schwierigkeiten zwangen sie jedoch zur Rückkehr nach Lettland, wo sie eine rege Tätigkeit als Literaturkritikerin, Leiterin eines Literaturzirkels und Dozentin an Volksuniversitäten bzw. -hochschulen in Riga und Vidzeme (Mūrmuižas Tautas Ūniversitāte) entfaltete. Ihre Essays über Goethe und sein Werk trugen maßgeblich zur Popularität Goethes in Lettland seit den 1930er Jahren bei. Im Januar 1933 bewarb Mauriņa sich an der Lettländischen Universität um die Zulassung zur Promotion und wurde 1938 zum Doktor der Philosophie promoviert (als erste Frau in Lettland). Ebenfalls 1938 erschienen ihre beiden Essaybände Grāmata par cilvēkiem un lietām (Buch über Menschen und Dinge), in dem sie Reisen nach Wien (1934), Florenz und Rom (1936) sowie Paris (1936/37) verarbeitete, und Saules meklētāji. Apceres par latviešu rakstniekiem (Sonnensucher. Aufsätze über lettische Schriftsteller); in den Jahren zuvor waren vier Monographien über Rainis, Dostojewski, Anna Brigadere und Dante sowie zwei weitere Essaybände erschienen. All diese Aktivitäten wären kaum möglich gewesen ohne die tatkräftige und kontinuierliche Unterstützung durch Konstantin Raudive, den sie im März 1935 kennen (und lieben) lernte, und weitere treue Freunde. Gemeinsam mit ihm arbeitete sie auch im Redaktionskollegium der zwischen 1935 und 1937 im Verlag von K. Rasiņš erschienenen Latviešu literatūras vēsture (Lettische Literaturgeschichte).
Nach dem Einmarsch der Roten Armee in Lettland am 17. Juni 1940 verstummte Zenta Mauriņa nahezu gänzlich, obwohl die sowjetischen Machthaber sie zur Kollaboration drängten; im Jahr der ersten Sowjetokkupation veröffentlichte sie lediglich Übersetzungen, die zunächst jedoch unter der quälenden Einmischung ihr zugewiesener inkompetenter „Redakteure“ entstanden. Nach der „Befreiung“ Sowjetlettlands durch das NS-Regime (das entgegen ihrer Hoffnungen keineswegs die Republik Lettland wiederherstellte, sondern u. a. auf deren Territorium das sogenannte „Ostland“ etablierte) nahm Mauriņa ihre Vortragstätigkeit wieder auf und war mehr als zwei Jahre lang gemeinsam mit ihrem Lebensgefährten Konstantin Raudive verantwortliche Redakteurin des Literatur- und Kunstteils der in Daugavpils erscheinenden Tageszeitung Daugavas Vēstnesis.
Angesichts der absehbaren Re-Okkupation Lettlands durch die Sowjets floh sie im Juli 1944 gemeinsam mit Konstantin nach Niederschlesien, im Februar 1945 weiter nach Sayda und nach Kriegsende schließlich nach Detmold, wo sie bereits im November ihren ersten Vortrag in Deutschland hielt. Nach der offiziellen Eheschließung mit Konstantin Raudive emigrierte sie 1946 ins schwedische Uppsala, wo sie von 1949 bis 1963 als Gastdozentin an der Universität Vorlesungen über russische Literatur hielt. 1952 unternahm sie die erste ihrer fortan alljährlichen Vortragsreisen durch Deutschland, 1955 folgte die erste Vortragstournee durch die Schweiz. Im Mai 1965 verlegten die Raudives vor allem aufgrund des „südlichen“ Klimas ihren Wohnsitz nach Bad Krozingen südwestlich von Freiburg im Breisgau, wo sich auch beider Grab befindet. Nachdem sie im April 1978 ihren Urlaubs- und Vortragsaufenthalt in Lugano wegen eines Schlaganfalls abbrechen musste, starb Zenta Mauriņa noch während des Rücktransports nach Bad Krozingen in einem Basler Krankenhaus.

## Werk
Bis zu ihrer Flucht aus Lettland im Jahr 1944 veröffentlichte Mauriņa 15 Bücher in lettischer Sprache, darunter Monographien und Abhandlungen über Dostojewski und Dante sowie über die lettischen Schriftsteller Jānis Akuraters, Auseklis, Fricis Bārda, Krišjānis Barons, Anna Brigadere, Jānis Jaunsudrabiņš, Jānis Poruks, Kārlis Skalbe und Rainis. Ihr Roman Dzīves vilcienā (Im Zug des Lebens) erschien 1941. Im Exil erschienen 27 Bücher in lettischer und 35 Originalpublikationen in deutscher Sprache, wobei nur in wenigen Fällen deutlich gemacht wird, wann es sich um Übersetzungen bzw. Adaptionen der Autorin von der einen in die andere Sprache handelt. Einige ihrer Werke wurden ins Italienische, Niederländische, Schwedische, Dänische, Englische und Finnische übersetzt.

„Dem unbezähmbaren Drang zur Freiheit und Lebensfreude, mit dem die junge Philologin sich während ihrer Heidelberger Studienjahre in eine geistig wie räumlich unendlich erweiterte Welt warf, hielt eine formende Kraft das Gegengewicht […]. Ihrer leidenschaftlichen Gefühlskraft verband sich das helle Bewußtsein der Wirklichkeit. […] Sie selbst blieb glühend in der Liebe wie im Zorn bis heute. […]
Woher wirkt ihre selbstverständliche und unwillkürliche Autorität? Nicht aus ihrem profunden Wissen, sondern aus ihrer Lebensweisheit, nicht von der Autorin, sondern vom Menschen Zenta Maurina. Man kann sich vorstellen, daß sie keine Zeile geschrieben hätte und doch würde sie ihren geistigen und ihren menschlichen Rang behaupten.“

„In Memoiren ist das episch Fließende, sich ununterbrochen Fortsetzende charakteristisch, ich aber überspringe Jahre, verweile bei Augenblicken, als seien sie volle Jahre, und schildre einzelne Lebensperioden als geschlossenes Ganzes. […]
Diese Aufzeichnungen sind nicht aus dem Zuschauen, sondern aus dem Betroffensein, aus der Verzweiflung, aus dem Trotz gegen das Schicksal, aus dem Glauben an das heilige Gesetz des Überstehens erwachsen. Und aus der Sehnsucht nach Erlösung, aus der Umgestaltung des grauenerregenden Lebens. Es ist der Versuch einer Reinigung, eine Katharsis. […]
Seit ich bewußt lebe, habe ich nicht aufgehört, den Traum europäischer Kultur zu träumen, die infolge des wilden Nationalismus und des imperialistischen Kanonenglaubens nicht zur vollen Entfaltung gekommen ist. Eine Utopie aber bleibt dieser Traum, solange die kleinen Völker zur Isolation verurteilt sind und die Tendenz vorherrscht, alle Nationen bis zur Gleichförmigkeit einzustampfen. […] Europäische Kultur ist Wechselwirkung, gegenseitige Durchdringung gegenwärtiger und vergangener Kulturen, harmonische Einheit organischer Mannigfaltigkeit.“

## Nachwirkung

Sonderbriefmarke der Lettischen Post (Latvijas Pasts), herausgegeben 1996 anlässlich des 100. Geburtstags von Zenta Mauriņa

Das Stadtmuseum von Bad Krozingen würdigt Zenta Mauriņa seit Mai 2013 mit einer Dauerausstellung; ein Raum ist ihrem Wohn- und Arbeitszimmer nachempfunden, persönliche Exponate, Bücher und eine Hörstation vermitteln einen Eindruck von ihrem Leben und Werk. Im Nordwesten von Bad Krozingen gibt es einen Zenta-Maurina-Weg.
In Grobiņa wurde eine der Hauptstraßen des Ortes nach der berühmten Tochter der Stadt benannt (Zentas Mauriņas iela) sowie 1997 im ehemaligen Doktorat, wo sie ihre Kindheit und Jugend verbracht hat, ein Gedenkzimmer eingerichtet. Von 1999 bis 2007 existierte in Grobiņa ein „Niederkurländischer Verein ,Wagnis‘ der Freunde von Zenta Mauriņa“ (Lejaskurzemes Zentas Mauriņas draugu biedrība „Iedrikstēšanās“).
Am 13. August 2021 wurde die Mittelschule von Grobiņa, die 2019 aus der Fusion der Grundschulen von Grobiņa, Kapsēde, Bārta und Gavieze sowie des Gymnasiums von Grobiņa hervorgegangen war, in „Zentas Mauriņas Grobiņas vidusskola“ (Zenta-Mauriņa-Mittelschule von Grobiņa) umbenannt.
Am 1. April 2005 enthüllte die lettische Staatspräsidentin Vaira Vīķe-Freiberga in Anwesenheit von König Carl Gustaf XVI. und Königin Silvia in der Sysslomansgatan 30B in Uppsala eine Gedenktafel am ehemaligen Wohnhaus von Zenta Mauriņa und Konstantin Raudive.
2007 wurde in Riga die Stiftung Zentas Mauriņas garīgā mantojuma pētniecības fonds (Fonds zur Erforschung des geistigen Erbes von Zenta Mauriņa) ins Leben gerufen, deren Vorstandsmitglied die Rollstuhltennisspielerin und ehemalige Saeima-Abgeordnete Žanete Vasaraudze ist.
Ein vom „Kreis der Freunde“ um Peter Coryllis gestifteter Zenta-Maurina-Preis für Literatur wurde verliehen an Uwe Anhäuser (1977), Carl Heinz Kurz und Hermann Kuprian (beide 1979) sowie ein Zenta-Maurina-Jubiläumspreis 1979 an Karl-Heinz Giesenbeck.

## Auszeichnungen
- 1960: Stipendium für eine Studienreise nach Italien aus dem Gustaf-VI-Adolf-Geburtstagsfond[34][35]
- 1965: Martin-Schongauer-Preis und Ehrenmedaille der Elsässischen Akademie (Académie d'Alsace à Colmar)[36][37]
- 1968: Bundesverdienstkreuz 1. Klasse[38]
- 1969: PBLA Tautas balva (Volkspreis des Weltbundes der freien Letten)[39]
- 1971: Konrad-Adenauer-Preis der Deutschland-Stiftung
- 1973: Andreas-Gryphius-Preis (Ehrengabe)[40]
- 1977: Preis der Schweizer Stiftung für Freiheit und Menschenrechte[41]
- 1977: Goldmedaille Pro Humanitate des Bonner Ost-West-Kulturwerkes e. V.[42]
- 1977: Verleihung der Ehrenbürgerwürde der Stadt Bad Krozingen[43]

## Bibliographie

### Deutschsprachige Titel
Falls kein Ortsname angegeben ist, sind alle Titel im Maximilian Dietrich Verlag, Memmingen, erschienen.
Die acht zwischen 1966 und 1979 in Freiburg im Breisgau erschienenen Titel sind Miniaturbücher im Format 64 × 94 mm.
- Mosaik des Herzens. Essays. Aus dem Lettischen übertragen von der Autorin, 1947, 15. Auflage 1984
- Gestalten und Schicksale. Essays, 1949, 4. Aufl. 1976
- Die weite Fahrt. Eine Passion (Autobiographie, Teil 1), 1951, 7. Aufl. 1985
- Dostojewskij. Menschengestalter und Gottsucher (überarbeitete und erweiterte Fassung der 1932 auf Lettisch und 1940 auf Englisch[44] erschienenen Monographie, übersetzt von Th. L.[45]), 1952
- Denn das Wagnis ist schön. Geschichte eines Lebens (Autobiographie, Teil 2), 1953, 10. Aufl. 1990
- Um des Menschen willen. Themen und Variationen (Essays), 1955, 4. Aufl. 1976
- Begegnung mit Elly Ney. Eine Danksagung, 1956, 4. Aufl. 1964
- Im Zuge des Lebens (deutsche Fassung des 1941 auf Lettisch erschienenen Romans), 1956, 2. Aufl. 1971
- Die eisernen Riegel zerbrechen. Geschichte eines Lebens (Autobiographie, Teil 3), 1957, 4. Aufl. 1979
- Auf der Schwelle zweier Welten (Essays), 1959, 3. Aufl. 2003
- Über Liebe und Tod (Essays), 1960, 4. Aufl. 1987
- Sieben Gäste. Die Geschichte einer Woche, 1961, 2. Aufl. 1964
- Nord- und südliches Gelände. Schwedische Tagebücher 1946–1951 (Autobiographie, Teil 4), 1962
- Die Langeweile und der gehetzte Mensch (Essay auf Grundlage der Vortragsreise von 1961), 1962, 2. Aufl. 1965
- Welteinheit und die Aufgabe des Einzelnen (Essays), 1963
- Im Anfang war die Freude. Variationen über das Thema Weihnachten (Erzählungen), 1964, 5. Aufl. 1996
- Die Aufgabe des Dichters in unserer Zeit. Essays mit literarischen Porträts von Dag Hammarskjöld, Giorgos Seferis, Alexander Solschenizyn, München 1965
- Jahre der Befreiung. Schwedische Tagebücher 1951–1958 (Autobiographie, Teil 5), 1965
- Verfremdung und Freundschaft (Essays), 1966, 2. Aufl. 1988
- Birkenborke • Benjamin. Zwei Berichte, 1967
- Porträts russischer Schriftsteller. Essays, 1968
- Wege zur Genesung. Erfahrungen und Beobachtungen, Freiburg i. Br. 1968
- Abenteuer des Menschseins. Schicksale und Bekenntnisse 1959–1964 (Autobiographie, Teil 6), 1970, 2. Aufl. 1972
- Der Mensch – das ewige Thema des Dichters (Essays), 1972
- Tod im Frühling. Erzählungen, 1972
- Ein Tag kann eine Perle sein. Erinnerungsblätter, Freiburg i. Br. 1973
- Kleines Orchester der Hoffnung. Essays zur östlichen und westlichen Literatur, 1974
- Der Weg vom Ich zum Du. Erkenntnisse und Betrachtungen, Freiburg i. Br. 1974
- Warum Kontaktlosigkeit? (Essays), Freiburg i. Br. 1975
- Mein Lied von der Erde. Wegstrecken 1965–1971 (Autobiographie, Teil 7), 1976, 2. Aufl. 1978
- Die Marmortreppe. Einsichten und Erzählungen, 1977
- Durch Leid zur Freude (Essays), Freiburg i. Br. 1979
- Meine Wurzeln sind im Himmel. Letzte Wegstrecken (Autobiographie, Teil 8), 1979 (postum), 2. Aufl. 2000
- Briefe aus dem Exil 1945–1951, hrsg. von Maximilian Dietrich, 1980 (postum)
- Welteinheit und die Aufgabe des Einzelnen (Essays), 2001 (postum)

Auswahlbände
- Lebensmeisterung. Aphorismen und Einsichten, Freiburg i. Br. 1966
- Um der Freude willen. Erkenntnisse und Beobachtungen, Freiburg i. Br. 1971
- Geliebtes Leben – Gelebtes Leben. Gedanken über den Sinn des Lebens. Aus ihrem Werk, 1981 (postum), 3. Aufl. 2003

Erzählungen (Auswahl)
- (als Senta Maurina): Die lettische Niobe. Erschienen in: Völkischer Beobachter (Wiener Ausgabe), 13. Jänner 1943, S. 4 (Rubrik „Kulturpolitik und Unterhaltung“; Digitalisat bei ANNO)
- Wie eine Schneeflocke. Erschienen in: Erlaftal-Bote, 21. Dezember 1977, S. 16 (Digitalisat bei ANNO)

Übersetzungen von Werken anderer Autoren aus dem Lettischen (Auswahl)
- J. Akuraters (Jānis Akuraters): Meine Geliebte (Erzählung). In: Libausche Zeitung 29. und 30. Juli 1919
- J. Akuraters (Jānis Akuraters): Novellen (Als ich noch glücklich war; Hopfen; Kalejs Sohn), Lettische Literatur Band IV, 1922
- Harald Eldgast (Haralds Eldgasts): Der sterbende Schwan; Jahnis Eserinsch (Jānis Ezeriņš): Das neue Gesetz. Erzählungen. In: Ausgewählte Stücke aus der lettischen Literatur, 1. Sammlung, 1924
- Jānis Kadilis: Der Mann auf dem Berggipfel. Einsichten und Erkenntnisse. In: Im Ausland,  20. August 1947, S. 5
- Die Letten. Aufsätze über Geschichte, Sprache und Kultur der alten Letten, mit Beiträgen von Fricis Adamovičs, Ludvigs Adamovičs, Francis Balodis, Ernests Blese, Jānis Endzelīns, Juris Plāķis, Arnolds Spekke, Kārlis Straubergs, Peter Schmidt, Augusts Tentelis und Robert Wipper (ohne Nennung der Übersetzerin). Walters & Rapa, Riga 1930.[46]
- Konstantin Raudive: Die Memoiren des Sylvester Perkons. Roman in zehn Büchern (Silvestra Pērkona memuāri), 3 Bde. (Band 1: Der Suchende, Band 2: Licht, Band 3: Der ewige Pilger), 1947–1949
  - 2., von Maximilian Dietrich bearbeitete Auflage (1966): Helligkeit und Zwielicht. Die Aufzeichnungen des Bildhauers Sylvester Perkons
- Konstantin Raudive: Asche und Glut (Pelni un kvēle), 1961

Herausgeberschaft
- Konstantin Raudive zum Gedächtnis, 1975
- Jeden Abend glänzen goldne Sterne. Meine Lieblingsgedichte, Freiburg i. Br. 1977

Beiträge in Anthologien etc. (Auswahl)
- Einträge zur lettischen Literatur und zu lettischen Schriftstellern im Lexikon der Weltliteratur im 20. Jahrhundert, Herder 1960/61
- Übersetzung als Umdichtung. Karl-Werner Maurer gewidmet. In: Deutung und Bedeutung. Studies in German and comparative literature presented to Karl-Werner Maurer, 1973
- Konstantin Raudives Persönlichkeit und Werk, Essay; in: Zeitschrift Para-Phänomene, Freiburg i. Br., 1978

### Lettischsprachige Titel
Bis einschließlich 1944 sind alle Titel in Riga erschienen.
- Daži pamata motīvi Raiņa mākslā. Konturējums (Einige Grundmotive in Rainis’ Kunst. Ein Umriß, 30-seitige Broschüre; erweiterte Fassung enthalten in Saules meklētāji, 1938, S. 61–150), 1928
- Jānis Poruks un romantisms (Jānis Poruks und der Romantizismus), 1929 (Kandidatenarbeit)
- Dostojevskis. Viņa personība, mūžs un pasaules uzskats (Dostojewski. Seine Persönlichkeit, Leben und Weltanschauung = Dostojewskij. Menschengestalter und Gottsucher), 1932, 1933, 1935, 1936, Chicago (?) 1952, Riga 1993, 1997
- Pārdomas un ieceres (Überlegungen und Vorhaben), 1934, 1936, 1938
- Baltais ceļš. Studija par Annu Brigaderi (Der weiße Weg. Eine Studie über Anna Brigadere), 1935, 1937, Chicago 1951, Riga 1996
- Dzīves apliecinātāji. Ieskati un atziņas (Bezeuger des Lebens. Einsichten und Erkenntnisse), 1935, 1936, 1939, Chicago 1951
- Dante tagadnes cilvēka skatījumā (Dante aus Sicht des heutigen Menschen), 1937, 1938, Chicago 1952, Riga 1993
- Friča Bārdas pasaules uzskats (Fricis Bārdas Weltanschauung), 1938 (Dissertation zur Dr. phil.)
- Saules meklētāji. Apceres par latviešu rakstniekiem (Die Sonnensucher. Aufsätze über lettische Schriftsteller), 1938, 1939
- Grāmata par cilvēkiem un lietām (Buch über Menschen und Dinge), 1938
- Ziemeļu tēmas un variācijas. Eseju krājums (Nordische Themen und Variationen. Essaysammlung), 1939, 1942, Toronto 1956
- Neaizsūtīta vēstule (Ein unabgeschickter Brief), 1940, 1942, Uppsala 1952
- Dzīves vilcienā. Romāns 3 daļās (= Im Zuge des Lebens. Roman in drei Teilen), 1941, 1942, New York 1953, Riga 1992
- Prometeja gaismā. Esejas 1939.–1942. (Im Licht des Prometheus. Essays 1939–1942), 1943
- Kultūras saknes (Wurzeln der Kultur), 1944
- Trīs brāļi. Romāns (Drei Brüder. Roman), Esslingen 1946, New York 1982, Riga 2011
- Sirds mozaīka. Esejas par ciešanām un prieku (Herzensmosaik = Mosaik des Herzens. Essays über Leid und Freud), Stockholm 1947, Nürnberg 1949, Riga 1993
- Tilti. Izmeklētas esejas 1934–1947. (Brücken. Ausgewählte Essays 1934–1947), Mullsjö 1947
- Spīts. Esejas (Trotz. Essays), Nürnberg 1949
- Uguns gari. Esejas (Feuergeister. Essays), Toronto 1951
- Sāpju noslēpums. Eseja (Das Geheimnis des Schmerzes. Essay), Västerås 1952, Riga 2003
- Frančeska. Romāns (Francesca. Roman), New York 1952, 1973, Riga 1993
- Pilsētas un cilvēki. Vērojumi un raksturojumi (Städte und Menschen. Beobachtungen und Charakterisierungen; identisch mit Grāmata par cilvēkiem un lietām, 1938), Toronto 1953
- Latviešu esejas (Lettische Essays; enthält Teile aus Saules meklētāji, 1938), Västerås 1953
- Traģiskais skaistums. Esejas (Die tragische Schönheit. Essays), Chicago 1954
- Cilvēces sargi. Esejas par pasaules literatūru (Hüter der Menschheit. Essays zur Weltliteratur), Toronto 1955
- Tālā gaita (Der weite Gang = Die weite Fahrt), Toronto 1955, Riga 1996
- Ziemeļu esejas (Nordische Essays), Toronto 1956
- Septiņi viesi. Vienas nedēļas stāsts (= Sieben Gäste. Die Geschichte einer Woche), Uppsala 1957, New York 1959, Riga 2006
- Iedrīkstēties ir skaisti (Zu wagen ist schön = Denn das Wagnis ist schön), Toronto 1958
- Dzelzs aizbīdņi lūst (Eisenriegel brechen = Die eisernen Riegel zerbrechen), Toronto 1960
- Divas kultūras saknes. Eseja (Zwei Wurzeln der Kultur. Essay), Kopenhagen 1961
- Apnicība un steiga (Überdruss und Hast = Langeweile und der gehetzte Mensch), New York 1962
- Par mīlestību un nāvi. Esejas (= Über Liebe und Tod. Essays), New York 1964
- Sākumā bija prieks. Ziemsvētku stāstiņi un tēlojumi (= Im Anfang war die Freude. Weihnachtsgeschichtchen und -bilder), New York 1965, Riga 1994, 2017 (mit dem Untertitel Ziemas stāsti un apceres – Wintergeschichten und -aufsätze)
- Trimdas tragika. Zviedrijas dienasgrāmatas (Tragik des Exils = Nord- und südliches Gelände. Schwedische Tagebücher 1946–1951), New York 1965, 1966
- Pasaules vārtos (Im Tor der Welt = Jahre der Befreiung. Schwedische Tagebücher 1951–1958), New York 1968
- Bērza tāss (= Birkenborke), New York 1971, Riga 1993
- Dzīves jēgu meklējot. Esejas un aforismi (Auf der Suche nach dem Sinn des Lebens. Essays und Aphorismen), New York 1973
- Dzintargraudi. Mīlestības stāsti un pārdomas (Bernsteinstückchen. Liebesgeschichten und Gedanken), New York 1973, 1975
- Zemes dziesma (Erdenlied bzw. [Das] Lied der Erde = Mein Lied von der Erde), New York 1976, 1977, Riga 1994
- Manas saknes ir debesīs (= Meine Wurzeln sind im Himmel), New York 1980

Veröffentlichungen unter dem Pseudonym Amenta Zīra
- Divi gabaliņi bērnu teātrim. I. Ziemas svētku zvaigzne. II. Pasaciņa par laimi (Zwei kleine Stücke für das Kindertheater. 1. Der Weihnachtsstern, 2. Das Märchen vom Glück), 1924
- Feja, velns un ragana (Die Fee, der Teufel und die Hexe), 1924
- Kur laime mīt? Bērnu pasaciņa sešās ainās (Wo wohnt das Glück? Kindermärchen in sechs Szenen), 1924
- Jaunais likums. Pasaku spēle ar dziesmām un dejām skolas teātrim (Das neue Gesetz. Märchenspiel mit Liedern und Tänzen für das Schultheater), Dramatisierung eines Märchens von Jānis Ezeriņš, 1928
- Lidotājs Pavasaris. Dziesmu spēle skolēnu teātrim (Frühling, der Flieger. Liederspiel für das Schülertheater), verfasst gemeinsam mit Jānis Zanders, 1935[48]

Übersetzungen von Werken anderer Autoren ins Lettische
- Albert Camus: Mēris (La Peste, dt. Die Pest). No franču valodas tulkojusi Zenta Mauriņa, Toronto 1952
- Thomas Carlyle: Par varoņiem, varoņu godināšanu un varonīgumu vēsturē (On Heroes and Hero Worship and The Heroic in History, dt. Helden, Heldenverehrung und Heldentum in der Geschichte, Vortragszyklenserie, 1846). No angļu valodas tulkojusi Zenta Mauriņa, 1936
- Fjodor M. Dostojewski: Idiots (Идиот, dt. Der Idiot). No krievu valodas tulkojusi Zenta Mauriņa, 1937
- Thomas Hardy: Skaidra sieviete ([Tess of the d'Urbervilles.] A Pure Woman [Faithfully Presented], dt. Tess von den d’Urbervilles, Roman). No angļu valodas tulkojusi Zenta Mauriņa, 1939, New York 1956
- Romēns Rolāns (Romain Rolland): Bēthovens (Vie de Beethoven, dt. Ludwig van Beethoven). No franču valodas tulkojusi Mauriņu Zenta, 1932, 1994
- Romēns Rolāns (Romain Rolland): Mikel-Andželo (Vie de Michel-Ange, dt. Michelangelo). No franču valodas tulkojusi Mauriņu Zenta, 1934
- Romēns Rolāns (Romain Rolland): Žans Kristofs (Jean-Christophe, dt. Johann Christof), Buch 1 bis 3. No franču valodas tulkojusi Mauriņu Zenta, 1940/41
- Sigrid Undset: Kristīne Lavrana meita (Kristin Lavransdatter, dt. Kristin Lavranstochter, Romantrilogie, 1920–22). Aus dem Deutschen übersetzt[49], 1930/31, 1936/37, New York 1951
- Sigrid Undset: Olavs Auduna dēls (Olav Audunssøn, dt. Olav Audunssohn, Roman in zwei Teilen, 1925/27). Aus dem Deutschen übersetzt[50], Teil 2 überwiegend von Lizete Skalbe[51] aus dem Norwegischen übersetzt, 1933, 1936, Riga 1993

Vorworte, Beiträge in Anthologien etc. (Auswahl)
- Beiträge über Krišjānis Barons, Auseklis (Band 2), Rainis (Band 4), Jānis Akuraters, Jānis Jaunsudrabiņš und Fricis Bārda (Band 5) für die bei K. Rasiņš erschienene Latviešu literatūras vēsture (Lettische Literaturgeschichte), 1935–37
- Vorwort zu dem Essayzyklus Dzives traģiskās jūtas cilvēkos un tautās (spanischer Originaltitel: Del sentimiento trágico de la vida en los hombres y en los pueblos, 1913; dt. Titel: Das tragische Lebensgefühl) von Miguel de Unamuno, 1938
- Vorwort zu dem Roman Baltijas jūras meita (finnischer Originaltitel: Itämeren tytär, 1929–1936; dt. Titel: Die Tochter der Ostsee) von Maila Talvio, 1943

Lettischsprachige Werkausgaben
- Kopoti raksti (Gesammelte Werke), Bde. 1 u. 2. Valters un Rapa, Riga 1939/40 (die Bände 3 bis 8 konnten aufgrund der sowjetischen Okkupation Lettlands nicht mehr erschienen)[52][53]
- Raksti piecpadsmit sējumos (Schriften in 15 Bänden), Daugava, Riga 1996–2003 (erschienen sind lediglich die Bände 1 bis 7)